# Ander
Ander és una pel·lícula dramàtica espanyola escrita i dirigida per Roberto Castón que es va estrenar el 30 de gener de 2009. Va ser finançada pel Berdindu, el servei de suport LGBTI del departament de serveis socials del govern basc, i destaca per ser la primera pel·lícula de temàtica gai rodada principalment en basc.

## Sinopsi
Ander viu en un caseriu d'un petit poble basc amb la seva mare i la seva germana. A causa d'un accident en el qual es trenca la cama es veu obligat a contractar temporalment a José, un immigrant peruà, per a realitzar les labors agrícoles. L'arribada de José desperta en Ander desitjos sexuals i per sorpresa seva s'enamora d'ell. Ander, que no havia estat conscient de la seva orientació sexual fins llavors malgrat tenir més de quaranta anys, comença a replantejar-se la vida i les relacions que ha tingut fins llavors.

## Repartiment
- Joxean Bengoetxea: Ander
- Christian Esquivel: José
- Mamen Rivera: Reme
- Pako Revuelta: Peio
- Pilar Rodríguez: mare d'Ander
- Leire Ucha: Arantxa
- Pedro Otaegi: Evaristo

## Premis
- Premi CICAE en la secció Panorama del Festival Internacional de Cinema de Berlín.[3]
- Premi al millor llargmetratge a Cinhomo.
- Premis a la millor pel·lícula, director i actor al XII festival de cinema de Punta del Este.
- Esment especial del jurat en l'III Festival Llámalo H (Montevideo).
- Violeta d'or a la millor pel·lícula al Festival de Cinema d'Espanya de Tolosa de Llenguadoc (Cinespaña 2009).[4]
- Gran Premi del Jurat en CineHorizontes (Marsella).
- Esment Especial del Jurat en el Mediterranean Film Festival (Roma).
- LESGAICINEMAD: Millor pel·lícula (premi del jurat) i Premi del públic a la millor pel·lícula espanyola.
- Premi al millor actor al Festival Internacional de Joves Realitzadors de Donibane Lohitzune per a Josean Bengoetxea.
- Premi a la millor pel·lícula i al millor actor (Josean Bengoetxea) al festival Queer Lisboa 2009.
- Premi del jurat a la millor pel·lícula al Festival Internacional de Cinema d'Albacete.
- Premi Llei del Desig al millor llargmetratge al Festival de Cinema Gai i Lèsbic d'Extremadura.
- Premi Lux del Parlament Europeu 2009 (selecció oficial).
- Premi del Públic del Festival Mix Brasil al Millor Llargmetratge de Ficció.
- Premi al millor actor (Josean Bengoetxea) al festival Premiers Plans d'Angers (França).